# Sigrid Schelling
Sigrid „Sigi“ Schelling (* 5. März 1976 in Hittisau) ist eine österreichische Köchin.

## Werdegang
Schelling wuchs auf einem Bauernhof im Bregenzerwald mit fünf Geschwistern auf.
Nach ihrer Lehre arbeitete sie neun Jahre bei Thomas Scheucher im Restaurant Guth Lauterach (ein Michelinstern), gefolgt von einem Praktikum im Restaurant Tantris bei Hans Haas in München (zwei Michelinsterne) und einem Praktikum bei Dieter Koschina in der Vila Joya in Portugal (zwei Michelinsterne).
Im Herbst 2006 wechselte sie zum Tantris in München und wurde schon ein Jahr später Souschefin bei Hans Haas. Sie sagte „Vom Chef habe ich alles gelernt, was es zu lernen gibt. Den Umgang mit den Produkten, die Rezeptentwicklung, die Erstellung von Menüs, das Abschmecken und seinen Führungsstil: geradlinig, menschlich, ohne Hektik.“ Hans Haas sagte über sie: "Wir verstehen uns blind."

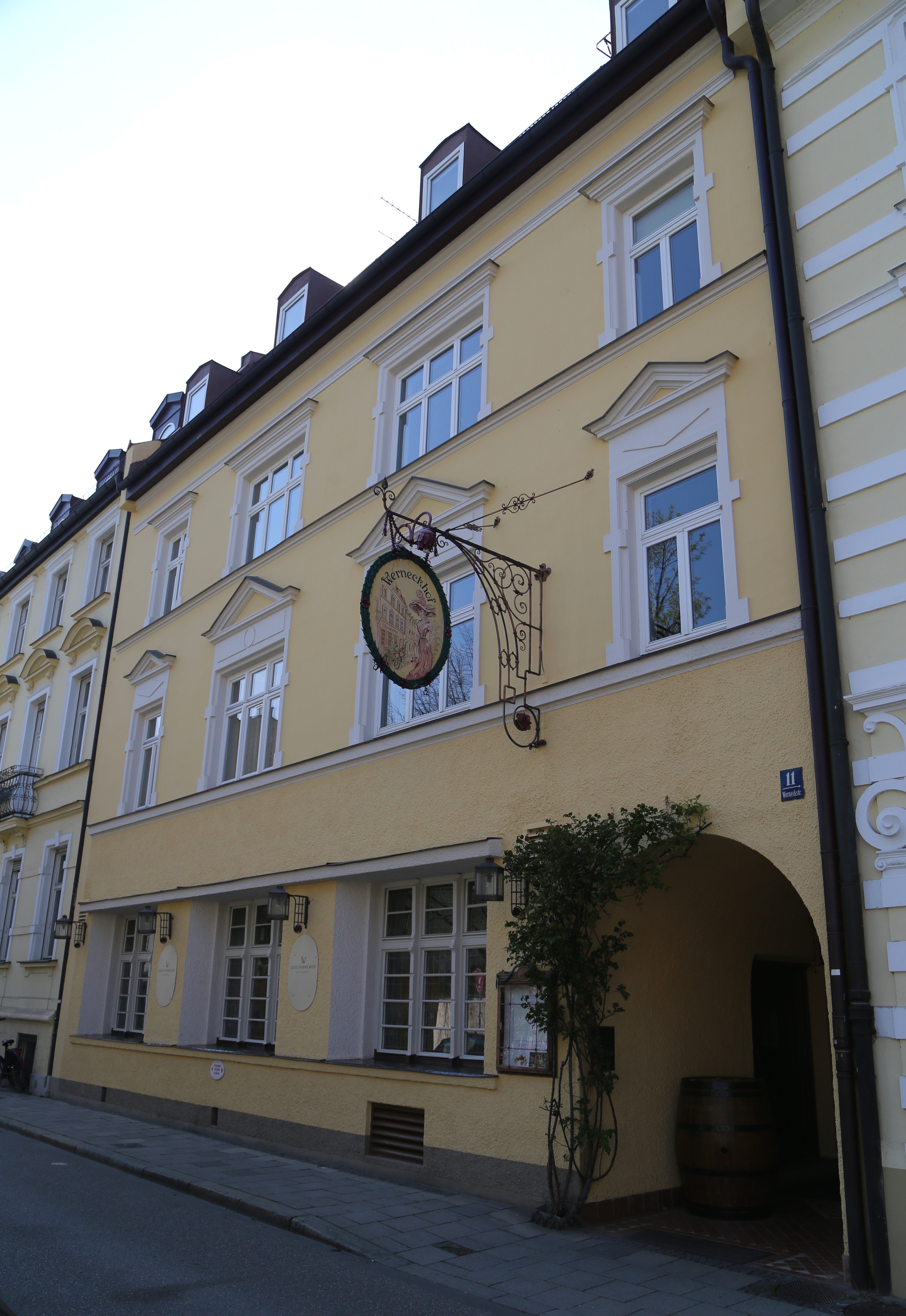
Werneckhof

Als Hans Haas in den Ruhestand ging, machte sie sich im Juli 2021 im Werneckhof Sigi Schelling in München selbstständig. 2022 wurde das Restaurant mit einem Michelinstern ausgezeichnet. Der Guide Michelin beschreibt ihre Küche als "Französisch-zeitgemäß".

## Auszeichnungen
- 2022: Ein Michelinstern für das Restaurant Werneckhof Sigi Schelling in München
- 2022: Köchin des Jahres von Der Feinschmecker[7]
- 2022: Köchin des Jahres von Schlemmer Atlas[8]